# 인슐린 유전자의 A-박스 1
인슐린 유전자의 A-박스 1(영어: A-box 1 of insulin gene) 또는 A1은 인슐린 유전자의 조절 서열이다.